# 圆孔八门孔虫
圆孔八门孔虫（学名：Octopyle circinata）为门孔虫科八门孔虫属的动物。在中国，分布于南海等海域。